# Hilmar Kabas

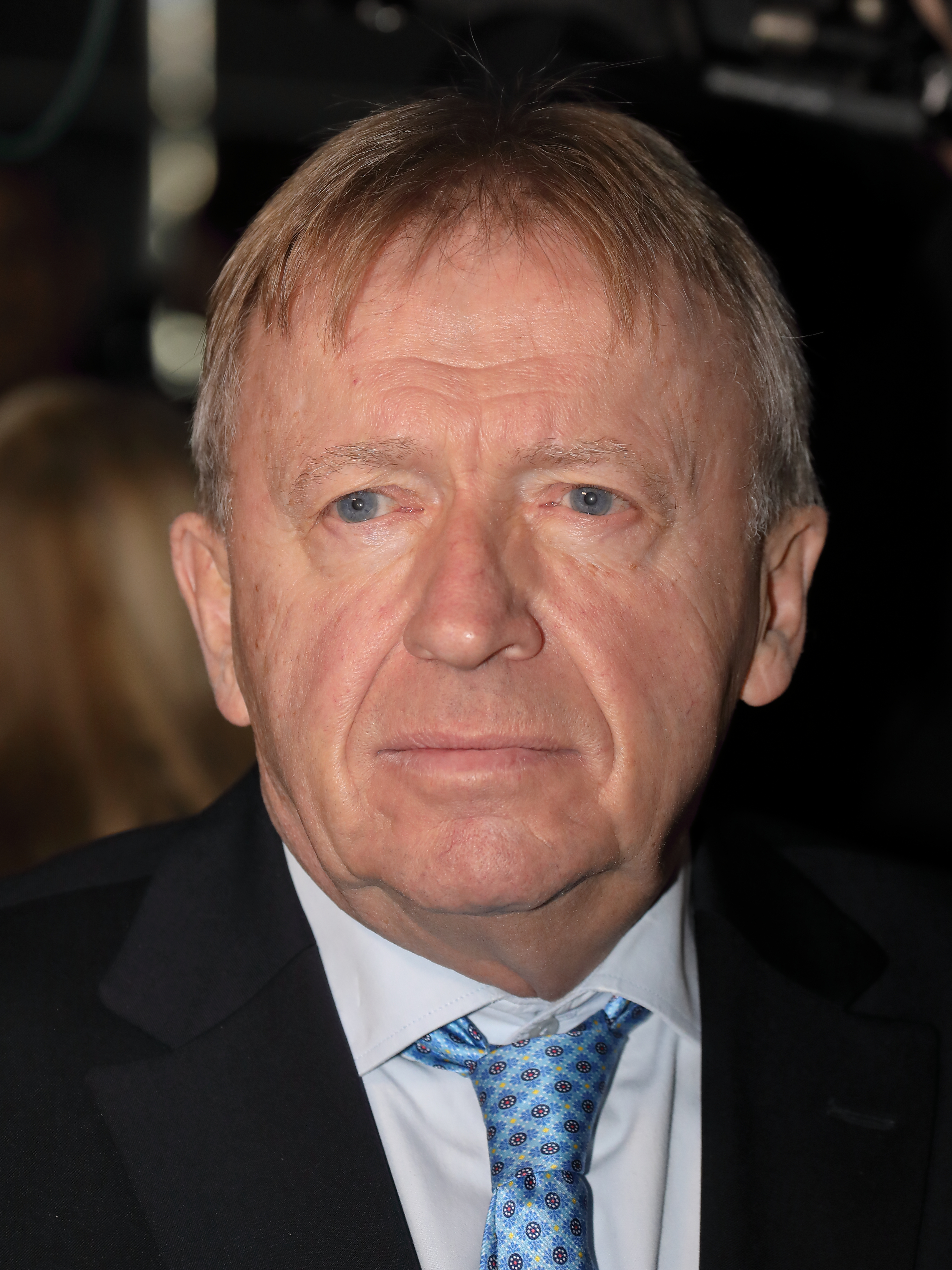
Hilmar Kabas (2019)

Hilmar Kabas (* 6. Jänner 1942 in Wien) ist ein ehemaliger österreichischer Politiker und ehemals führender Parteifunktionär der FPÖ. Vom 29. November 2006 bis zum 30. Juni 2007 war er als Volksanwalt tätig.

## Leben
Nach der Matura im Jahr 1960 absolvierte Kabas das Studium der Rechte an der Universität Wien.
Seine Karriere in der FPÖ begann als Wiener Landesobmann des Ringes Freiheitlicher Jugend (RFJ) (1961 bis 1968). 1975 wurde er Bezirksparteiobmann der FPÖ Wien Innere Stadt. 1977 zog er in den Landesparteivorstand ein und wurde Finanzreferent der FPÖ Wien. Von 1981 bis 1998 war er stellvertretender Landesparteiobmann, von 1998 bis 2004 dann selbst Landesparteiobmann. Seit 1996 war er Mitglied des Wiener Landtags und Gemeinderat.
Von 1983 bis 1986 war Kabas Abgeordneter zum Nationalrat, von 1990 bis 1996 Wiener Stadtrat. Weitere Funktionen von Hilmar Kabas: Mitglied des Aufsichtsrates der Creditanstalt-Bankverein (CA) von 1980 bis 1983, Mitglied des ORF-Kuratoriums von 1993 bis 1996.
Während Kabas früher als liberal eingeschätzt wurde, fiel er als Wiener FPÖ-Chef durch ausländerfeindliche Wahlkämpfe auf. Im Zuge der FPÖ-ÖVP-Regierungsbildung im Februar 2000 war Kabas ursprünglich als Verteidigungsminister vorgesehen. Bundespräsident Thomas Klestil verweigerte ihm aber wegen des vorangegangenen ausländerfeindlichen Wahlkampfs der Wiener FPÖ die Angelobung.
Mediales Aufsehen erregt Kabas auch immer wieder durch sein teilweise bemerkenswert ungeschicktes Verhalten. Sei es in der „Hump-Dump-Affäre“ vom 7. Mai 2000, in der er Bundespräsident Klestil zuerst als „Lump“ bezeichnete, dies danach bestritt, und behauptete, er könne sich nicht mehr genau erinnern, hätte aber so etwas Ähnliches wie „Hump oder Dump“ gesagt. Oder einen durch Josef Kleindiensts Enthüllungen publik gewordenen Bordellbesuch, den Kabas mit einem „Lokalaugenschein“ und „Sicherheits-Check“ begründete. Kabas wurde auch während einer Wahlkampfveranstaltung vor laufender ORF-Kamera getortet.
Nach der Abspaltung des BZÖ im April 2005 übernahm Hilmar Kabas vom 5. bis zum 23. April 2005 als dienstältestes Mitglied des FPÖ-Parteivorstandes die Interimsobmannschaft. In dieser Funktion schloss er neben anderen den ehemaligen FPÖ-Parteiobmann Jörg Haider aus der Partei aus. Hilmar Kabas war zusammen mit Andreas Mölzer Herausgeber der österreichischen Wochenzeitung „Zur Zeit“.
Er wird aktuell als „Ehrenobmann der FPÖ“ genannt.